# Vuelo 739 de Flying Tiger Line
El vuelo 739 de Flying Tiger Line era un Lockheed Constellation L-1049H fletado por el ejército de los Estados Unidos que desapareció el 16 de marzo de 1962 sobre el Océano Pacífico Occidental. El avión transportaba a 93 soldados estadounidenses y 3 vietnamitas del sur desde la Base de la Fuerza Aérea Travis, en California (Estados Unidos), a Saigón, (entonces Vietnam del Sur, ahora Vietnam). Después de repostar en la Base de la Fuerza Aérea Andersen, Guam (Estados Unidos), el Super Constellation se dirigía a la Base Aérea de Clark en Filipinas cuando desapareció. Los 107 a bordo fueron declarados desaparecidos y presuntamente muertos.
La desaparición del avión de pasajeros provocó una de las búsquedas aéreas y marítimas más grandes en la historia del Pacífico. Las aeronaves y los barcos de superficie de cuatro ramas del ejército estadounidense registraron más de 200.000 millas cuadradas (520.000 km²) durante el transcurso de ocho días. Un petrolero civil observó lo que parecía ser una explosión en vuelo que se cree que es la Súper Constelación desaparecida, aunque nunca se recuperó ningún rastro de restos o escombros. La Junta de Aeronáutica Civil determinó que, según las observaciones del petrolero, el vuelo 739 probablemente explotó en vuelo, aunque no se pudo determinar la causa exacta sin examinar los restos de la aeronave. Hasta la fecha, este sigue siendo el peor accidente de aviación que involucra a la serie Lockheed Constellation.

## Vuelo
El avión era un Lockheed L-1049H Super Constellation de 5 años con 17.224 horas de fuselaje. Llevaba a 11 miembros de la tripulación civil estadounidense y 96 pasajeros militares El vuelo fue operado por Flying Tiger Line como vuelo charter 739 del Servicio de Transporte Aéreo Militar (MATS).
La Super Constellation transportó 93 especialistas en comunicaciones del Ejército entrenados en Ranger en ruta a Vietnam del Sur Sus órdenes eran relevar a los soldados en Saigón que habían estado entrenando tropas vietnamitas para luchar contra las guerrillas del Viet Cong. También a bordo había tres miembros del ejército vietnamita. La tripulación de vuelo estaba formada por once civiles con base en California, incluidos siete hombres. El piloto era el capitán Gregory P. Thomas.
El vuelo se originó en la Base de la Fuerza Aérea Travis, California, y tenía como destino Saigón. Había cuatro paradas de reabastecimiento de combustible planificadas: Honolulu, Hawaii; Isla Wake; Guam; y la base aérea de Clark, Filipinas. El vuelo llegó a Guam a las 11:14 GMT después de haber sido retrasado por un mantenimiento menor en los motores 1 y 3 en Honolulu, y más tarde en Wake Island. El avión partió de Guam a las 12:57 GMT con una hora estimada de llegada a Filipinas a las 19:16 GMT. La Super Constellation transportó nueve horas de combustible para el vuelo de ocho horas de 1.600 millas (2.600 km).
Ochenta minutos después de la salida, a las 14:22 GMT, el piloto envió por radio un mensaje de rutina y dio su posición como 280 millas (450 km) al oeste de Guam en las coordenadas (13° 40′ N 140° 0′E). Se esperaba que la aeronave alcanzara los 14 ° 0'N 135 ° 0'E a las 15:30. En ese momento, el IFSS de Guam experimentó dificultades de comunicación temporales con una fuerte estática de radio. A las 15:39, el operador de radio de Guam intentó ponerse en contacto con el vuelo para obtener un informe de posición, pero no pudo establecer contacto. No se volvió a ver ni a saber de la aeronave.

## Investigación
El Centro Coordinador de Rescate de Clark Field declaró que la aeronave había desaparecido la mañana del 16 de marzo de 1962. Los oficiales de la Marina informaron que creían que la aeronave se había estrellado más cerca de Guam que de Filipinas. En el momento de la desaparición, el clima estaba despejado y el mar en calma. La Armada, la Fuerza Aérea, la Guardia Costera y los Marines ordenaron que aviones y barcos se dirigieran al área.
El primer día de búsqueda continuó durante la noche. Durante los dos primeros días de la búsqueda, los barcos cruzaron 75.000 millas cuadradas (190.000 km²) de océano. El secretario del Ejército, Elvis Stahr, dijo a los periódicos que "no hemos perdido la esperanza de que lo encuentren y que los que están a bordo estén a salvo", y que se está haciendo un "máximo esfuerzo". Después de cuatro días de búsqueda, el general de división Theodore R. Milton de la 13.ª Fuerza Aérea dijo a los periódicos que aunque la posibilidad de encontrar supervivientes era dudosa, se haría todo lo posible "siempre que haya alguna esperanza".
Los esfuerzos de búsqueda incluyeron aviones de Guam, Clark Field, la Séptima Flota de EE. UU. Y la Fuerza Aérea en Okinawa . Además, los barcos de superficie y los aviones de numerosas bases estadounidenses en el Pacífico occidental contribuyeron a los esfuerzos de búsqueda.
Después de ocho días, se canceló la búsqueda. La búsqueda, que en ese momento era una de las más grandes que se haya realizado en el Pacífico, había cubierto más de 200.000 millas cuadradas (520.000 km²) de océano.

### Teorías de la conspiración
El vuelo 739 fue uno de los dos vuelos de Flying Tiger Line con conexiones militares que fueron destruidos en circunstancias similares el mismo día. Esto llevó tanto a los funcionarios de la aerolínea como a los medios de comunicación a ofrecer sugerencias de sabotaje y conspiración.
Tanto el vuelo 739 como el otro avión, un L-1049 Super Constellation, partieron de la base de la Fuerza Aérea Travis alrededor de las 09:45 PST del miércoles 14 de marzo de 1962, y ambos encontraron dificultades varias horas después. El otro avión transportaba "carga militar secreta" cuando se estrelló en las Islas Aleutianas y se incendió.
Flying Tiger Lines emitió un comunicado que describe algunas posibles razones de los dos sucesos, incluido el sabotaje de uno o ambos aviones y el secuestro del vuelo 739 y sus pasajeros. La aerolínea también dijo que se trataba simplemente de "conjeturas descabelladas" y que no había evidencia para apoyar ninguna de las dos teorías.

### Posibilidad de sabotaje
Un petrolero liberiano, el SS TL Linzen, informó haber visto una luz brillante en el cielo cerca de la posición esperada de la aeronave unos 90 minutos después del último contacto por radio Los oficiales militares estadounidenses lo describieron como una "luz brillante lo suficientemente fuerte como para iluminar las cubiertas de un barco". Se informó que el petrolero observó un destello de luz aproximadamente a 500 millas (800 km) al oeste de Guam, seguido inmediatamente por dos luces rojas que caían al océano a diferentes velocidades.
Una investigación de la Junta de Aeronáutica Civil determinó que los testigos a bordo del petrolero también observaron lo que parecían ser rastros de vapor, y numerosos tripulantes observaron que las dos bolas de fuego caían al océano. El petrolero se dirigió al lugar donde se había observado que las bolas de fuego impactaban en el océano, pero no pudo encontrar ningún rastro de los objetos que caían durante su búsqueda de seis horas. Un portavoz del cuartel general de los esfuerzos de rescate en Guam dijo que a medida que pasaba el tiempo sin señales de la aeronave, "se da más crédito a la posibilidad de que el petrolero haya visto la aeronave desaparecida explotar en vuelo".
Los funcionarios de Flying Tiger Line dijeron que sus teorías anteriores de sabotaje se verían reforzadas si la investigación revelara que había ocurrido una explosión. El vicepresidente ejecutivo de operaciones dijo que los expertos consideraban imposible que ocurrieran explosiones en la Super-Constelación en el curso del funcionamiento normal. Además, afirmó que no había nada lo suficientemente poderoso a bordo del avión como para volarlo por completo, y que "debe haber ocurrido algo violento".
La Junta de Aeronáutica Civil determinó que, dadas las observaciones de la tripulación del petrolero, lo más probable es que el vuelo explotara en el aire. Como nunca se encontró ninguna parte de los restos, el CAB no pudo establecer una determinación de la causa. El informe del accidente concluyó:
Una suma de todos los factores relevantes tiende a indicar que la aeronave fue destruida en vuelo. Sin embargo, debido a la falta de pruebas que lo sustenten, la Junta no puede establecer con ningún grado de certeza el destino exacto de N 6921C.